# Огледало (вестник)
„Огледало“ е седмичен лист за политика, литература, икономия и др. Той е първият вестник в Орхание. Излиза се през 1902 г.
Редактор на вестника е Димитър Пацов Цанов. Отпечатва се в печатница „Труд“ на Цеков и Чулев – Враца. Издадени са 13 броя, като първият излиза на 7 май 1902 г., а последния през август 1902 г. Редакционният колектив се състои от Ст. Диловски, Киро Божков, Никола Мишев, Иван Филипов, Никола Тодоровски и други.